# Wilhelm Scheck
Wilhelm Eduard Jodokus Wheaton Scheck (* 15. April 1877 in Hofgeismar; † nach 1931) war ein deutscher Ingenieur, Bergbaumanager und Holzindustrieller.

## Leben
Wilhelm Scheck, Sohn des Oberregierungs- und Forstrats und ehemaligen Forst- und Landwirtschaftsattaché bei der deutschen Botschaft in Washington, D.C. A. Scheck,  besuchte das Progymnasium in Hofgeismar und das Wilhelmsgymnasium Kassel. Nach dem Abitur 1897 war er zunächst Eisenbahneleve in Kassel, begann anschließend ein Studium der Ingenieurwissenschaften an der Technischen Hochschulen Stuttgart, unterbrach jedoch alsbald das Studium, um als Einjährig-Freiwilliger seinen Militärdienst beim Dragoner-Regiment Nr. 5 „Freiherr von Manteuffel“ in Hofgeismar zu leisten. Danach wurde er Reserveoffizier im Schleswig-Holsteinischen Dragoner-Regiment Nr. 13 in Metz. Von 1899 bis 1902 setzte er sein Studium an der Technischen Hochschule Hannover fort und wurde er Mitglied des Corps Macaro-Visurgia Hannover. 1900 besuchte er die Weltausstellung in Paris. 1902 wechselte er an die Technische Hochschule Dresden, wo er 1903 sein Studium abschloss, in dessen Anschluss er eine praktische Werkstättenausbildung und eine erste kaufmännische Ausbildung beim Eisenwerk Jolly in Wittenberg, der Firma Beck & Henkel in Kassel und den Herkuleswerken GmbH in Kaufungen.
1904 ging Scheck in die Vereinigten Staaten, wo er zunächst die Louisiana Purchase Exposition besuchte. 1905 erhielt er in Saint Paul (Minnesota) eine Bankausbildung sowie bei verschiedenen Firmen im amerikanischen Wholesalewesen. Von 1906 bis 1912 erschloss er ein Bergwerk zu Wolfram-Gewinnung in Spokene im Staat Washington, die Germania Mine, das er bis 1912 weiter ausbaute, und wurde als Teilhaber President and General Manager der American Tungsten Consolidation Corporation in Spokene. Mit Ausbruch des Ersten Weltkriegs kehrte er im August 1914 nach Deutschland zurück und war zunächst als Patrouille-Offizier Rittmeister der Landwehr-Kavallerie in der Reserve-Kavallerie-Abteilung 51. Später war er Adjutant der 51. Reserve-Infanterie-Division, dann Korpsadjutant des Generalkommandos zur besonderen Verwendung Nr. 62 und Wirtschaftsoffizier in Kiew. 1916 wurde sein gesamter Besitz in den USA als Feindbesitz beschlagnahmt.
Nach Kriegsende wandte er sich der Erschließung und Konsolidation der Braunkohlenlager in der Hohen Rhön sowohl auf preußischer als auch auf bayerischer Seite zu und wurde Bergwerksdirektor und Vorsitzender des Grubenvorstands der Gewerkschaft Sankt Barbara mit Sitz in Kassel und München. 1920 gründete er die Holzwerke Helsa und 1922 die Nord-West-Holz GmbH, Holzgroßhandel, Sägewerk, Holzrohrbau, in Kassel, deren Geschäftsführer und später Aufsichtsratsvorsitzender er wurde. Daneben betrieb er ein Ingenieurbüro und ein chemisches Laboratorium zur Durchführung wissenschaftlicher Arbeiten in München.
Scheck war bis 1926 1. Vorsitzender des Nordwestdeutschen Vereins für Holzhandel und Holzindustrie in Kassel. Außerdem war er Vorstandsmitglied des Centralverbands von Vereinen deutscher Holzinteressenten in Berlin und der Fachgruppe Holz im Reichsverband der Deutschen Industrie. Er war weiterhin Vorstandsmitglied des Wirtschaftsverbands Niedersachsen-Kassel und stellvertretendes Vorstandsmitglied in der Sektion VIII der Norddeutschen Holz-Berufsgenossenschaft. Im April 1929 wurde er Berater und Vertrauensmann eines Amsterdamer Finanzinstituts und Emissionshauses für Industrieanleihen. Er war Mitglied des VDI, Bezirk München, des Deutschen Museums und der Hochschulgemeinschaft Hannover.

## Auszeichnungen
- Eisernes Kreuz II. und I. Klasse
- Herzoglich Sachsen-Ernestinischer Hausorden
- Eiserner Halbmond
- Bulgarischer Kriegsverdienstorden

## Schriften
- Kalkulation in der Holzindustrie
- Organisation der Sägeindustrie zu Einkaufsinteressengemeinschaften und Verkaufsgemeinschaften
- Betriebsorganisation und Betriebsverbesserungen in der Sägeindustrie